# Hellenic Seaways
Hellenic Seaway est une compagnie de navigation maritime grecque opérant principalement en mer Égée. Créée en 2005[réf. nécessaire], l'entreprise est issue de la fusion de la compagnie Minoan Flying Dolphins et de ses filiales. La compagnie assure le transport de passagers, de véhicules et de fret entre les différents archipels de la mer Égée à l'aide de ferries, de navires à grande vitesse ou d'hydroptères. Propriété du groupe Attica depuis 2018, elle est aujourd'hui une société sœur des compagnies Superfast Ferries, Blue Star Ferries et Africa Morocco Link.

## Histoire

### Origines
Les origines d'Hellenic Seaways remontent à l'année 1998 lorsque Pantelis Sfinias, cadre de la compagnie Minoan Lines, créé la filiale Minoan Flying Dolphins. Après avoir convaincu plusieurs hommes d'affaires grecs d'investir dans cette nouvelle entité, Sfinias utilise alors ce capital afin de racheter les principaux opérateurs de la mer Égée afin de constituer une flotte unique et tisser un important réseau entre les îles grecques. En quelques mois, la compagnie rachète plusieurs armateurs historiques tels que Agapitos, Agoudimos, Nomikos, Ventouris, ou encore Goutos. Les flottes de ces différentes compagnies sont alors réunifiées sous la marque commerciale Hellas Ferries à partir de 1999. En plus d'exploiter des ferries conventionnels, Minoan Flying Dolphins aligne des navires à grande vitesse ainsi que des hydroptères.  
.

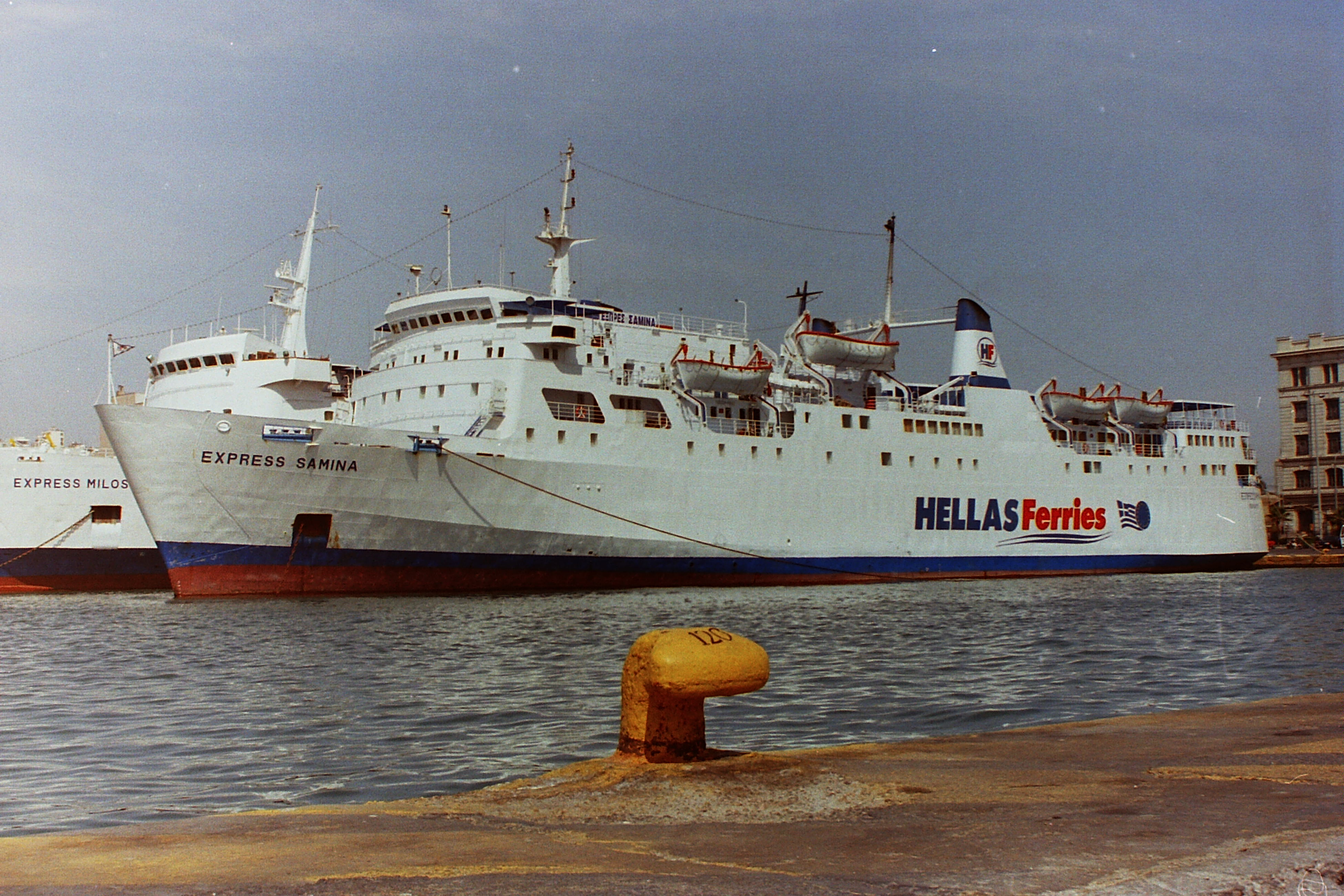
Deux ans seulement après sa création, Minoan Flying Dolphins sera confrontée au naufrage meurtrier de son navire l‘Express Samina

Cependant, malgré des débuts prometteurs, Minoan Flying Dolphins va rapidement être confrontée à différents aléas. Tout d'abord, le krach boursier grec intervenu durant l'automne 1999 fait échouer le projet d'introduction en bourse de la société. L'année suivante, la compagnie est frappée par une tragédie lorsque l'un de ses navires, l‘Express Samina, fait naufrage de nuit, à proximité de l'île de Paros le 26 septembre 2000 après avoir heurté un récif, à la suite d'une erreur de navigation, entraînant la mort de 81 personnes. Deux mois plus tard, Sfinias, harcelé par les actionnaires et les médias, se suicide en se jetant de son bureau, situé au sixième étage du siège de l'entreprise. À la suite de ces évènements, la compagnie est rebaptisée Hellas Flying Dolphins en 2001. 
En 2005, Hellas Flying Dolphins et ses principales filiales Hellas Ferries, Saronikos Ferries et Sporades Ferries fusionnent, aboutissant à la création d'une entité unique baptisée Hellenic Seaways.

### 2005-2018
Dès sa création, Hellenic Seaways hérite des flottes des compagnies Hellas Ferries, Saronikos Ferries et Sporades Ferries. Les plus anciens navires sont rapidement retirés du service tandis la direction se penche sur l'acquisition de nouvelles unités. Dans un premier temps, la compagnie réceptionne l'imposant ferry Ocean Trailer, racheté par Hellas Ferries à la compagnie japonaise Taiheiyō Ferry. Le navire est tout d'abord employé comme cargo entre la Grèce et l'Italie. Cette même année 2005, Hellenic Seaways prend livraison d'un navire neuf réalisé par les chantiers d'Éleusis, le Nissos Mykonos. Commandé en 1999 par la compagnie Strintzis Lines, ce petit ferry de 136 mètres avait été racheté en 2004 par Hellas Flying Dolphins alors qu'il était encore en construction. Il est mis en service sur les liaisons avec les îles d'Égée-Septentrionale.

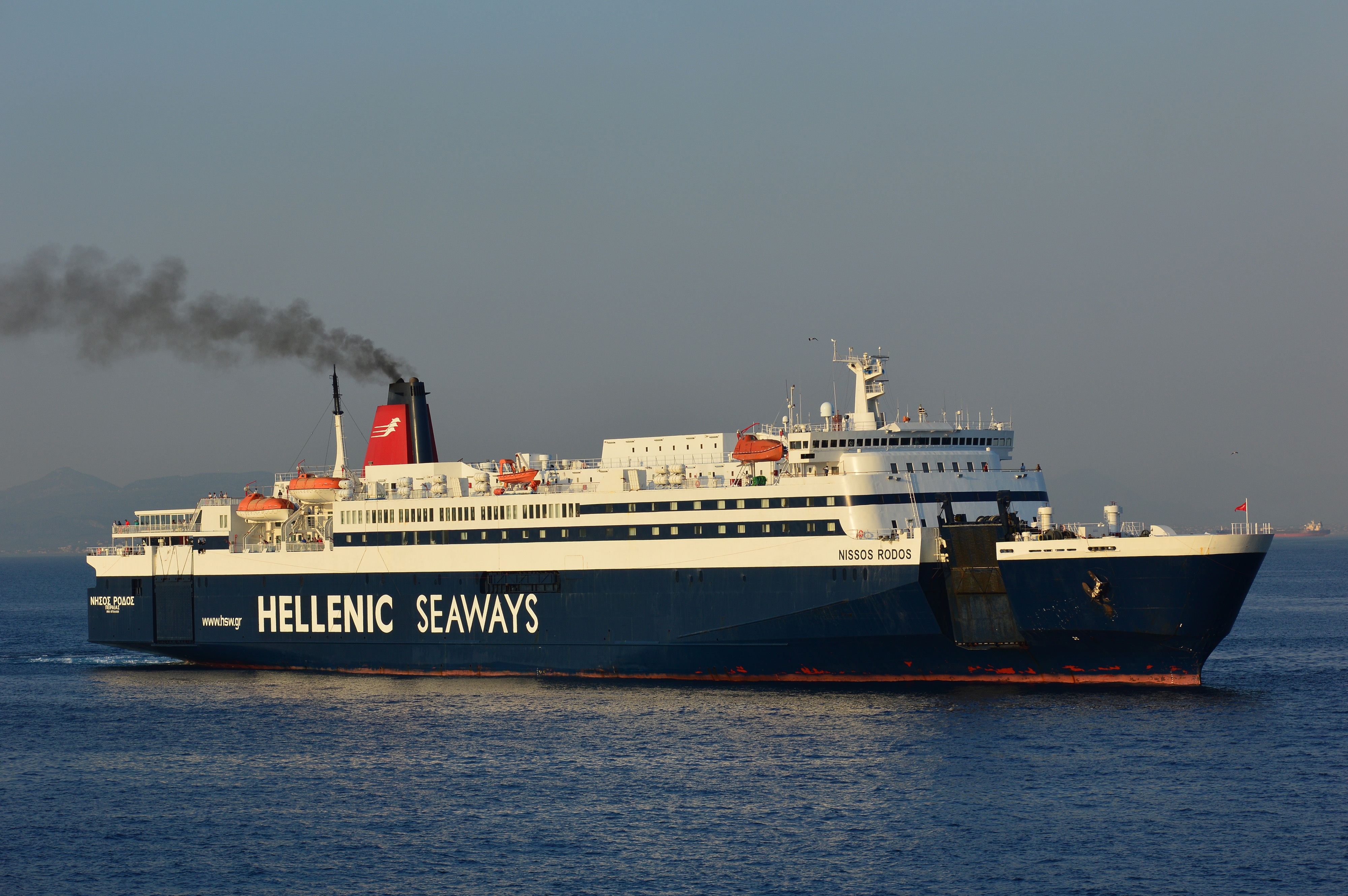
Après avoir été employé comme cargo entre la Grèce et l'Italie, le Nissos Rodos sera finalement affecté aux lignes de la mer Égée.

En 2006, un deuxième ferry de grandes dimensions, le navire japonais Ferry Himuka, est acquis auprès de la compagnie Miyazaki Car Ferry. Il rejoint la flotte en 2007 sous le nom d‘Ariadne après d'importants travaux de transformations visant à augmenter sa capacité et son confort. Ce navire naviguera cependant très peu pour Hellenic Seaways et sera principalement frété à d'autres armateurs. Cette même année 2007, le Nissos Chios, sister-ship du Nissos Mykonos, rejoint la flotte.
À partir de 2010, Hellenic Seaways décide de positionner un navire de grande capacité vers l'archipel des Cyclades et du Dodécanèse. À cet effet, le ferry Hellenic Voyager, ex-Ocean Trailer, est transformé et adapté à la desserte des îles de la mer Égée. Il est mis en service entre Le Pirée, Paros, Kos et Rhodes sous le nom de Nissos Rodos.
Parallèlement, Minoan Lines, actionnaire majoritaire d'Hellenic Seaways, cherche à se séparer de sa filiale. En janvier 2011, la compagnie ANEK Lines se porte acquéreur de 33,35% des parts mais la vente n'aboutit cependant pas.
En décembre 2015, la compagnie fait l'acquisition aux enchères du ferry Ionian Queen, ancien navire de la défunte société Endeavor Lines, pour la somme de 3 millions d'euros. Présentant des caractéristiques similaires à celles du Nissos Rodos, il est remis en état et affecté à partir de 2016 entre Le Pirée et les archipels d'Égée-Septentrionale et de Sporades thraces sous le nom de Nissos Samos.
En juin 2018, Minoan Lines vend finalement sa participation de 48,53% au groupe Attica, propriétaire entre autres des compagnies Superfast Ferries et Blue Star Ferries, pour la somme de 78,5 millions d'euros.

### Depuis 2018
Rachetée par le groupe Attica, Hellenic Seaways devient une société sœur de Superfast Ferries et Blue Star Ferries. Très vite, le nouvel actionnaire rachètera la quasi-totalité des parts restantes, portant sa participation à 98.83%.
En 2020, Attica transfère les ferries Nissos Mykonos et Nissos Chios au sein de la flotte de Blue Star Ferries. Les deux opérateurs se complètent désormais pour la desserte des îles intérieures grecques ; ainsi, Hellenic Seaways emploie de temps à autre ses navires vers la Crète, marché sur lequel elle avait tenté de s'installer, sans succès, au début des années 2000.

## Flotte
Actuellement, la flotte d'Hellenic Seaways est composée de 13 navires : quatre ferries, deux navires à grande vitesse et sept hydroptères.

### Flotte actuelle
| Navire             | Pavillon | Type                    | Mise en service | Entrée dans la flotte | tonnage    | Longueur | Largeur | Capacité  | Capacité  | Capacité  | Vitesse    | Statut     |
| Navire             | Pavillon | Type                    | Mise en service | Entrée dans la flotte | tonnage    | Longueur | Largeur | Passagers | Véhicules | Remorques | Vitesse    | Statut     |
| ------------------ | -------- | ----------------------- | --------------- | --------------------- | ---------- | -------- | ------- | --------- | --------- | --------- | ---------- | ---------- |
| Nissos Samos       |          | Ferry                   | 1988            | 2015                  | 30 694 UMS | 192,90 m | 27,01 m | 2 202     | 750       | 186       | 21,8 nœuds | En service |
| Nissos Rodos       |          | Ferry                   | 1987            | 2005                  | 29 733 UMS | 192,51 m | 27,01 m | 1 600     | 472       | 100       | 23 nœuds   | En service |
| Express Skiathos   |          | Ferry                   | 1996            | 2005                  | 1 982 UMS  | 77,87 m  | 22 m    | 1 410     | 250       | -         | 19 nœuds   | En service |
| Artemis            |          | Ferry                   | 1997            | 2005                  | 1 612 UMS  | 89,76 m  | 14 m    | 1 250     | 85        | -         | 18 nœuds   | En service |
| Highspeed 4        |          | Navire à grande vitesse | 2000            | 2005                  | 6 274 UMS  | 92,50 m  | 24 m    | 1 045     | 165       | -         | 38 nœuds   | En service |
| Hellenic Highspeed |          | Navire à grande vitesse | 1996            | 2015                  | 4 662 UMS  | 100 m    | 17,10 m | 800       | 175       | -         | 34 nœuds   | En service |
| Flyingcat 6        |          | Hydroptère              | 1997            | 2005                  | 467 UMS    | 41,41 m  | 10,10 m | 342       | -         | -         | 36 nœuds   | En service |
| Flyingcat 5        |          | Hydroptère              | 1996            | 2005                  | 467 UMS    | 40 m     | 10,10 m | 342       | -         | -         | 36 nœuds   | En service |
| Flyingcat 4        |          | Hydroptère              | 1999            | 2005                  | 886 UMS    | 52,75 m  | 12,80 m | 450       | -         | -         | 46 nœuds   | En service |
| Flyingcat 3        |          | Hydroptère              | 1998            | 2005                  | 614 UMS    | 45 m     | 11,80 m | 375       | -         | -         | 45 nœuds   | En service |
| Flying Dolphin 29  |          | Hydroptère              | 1991            | 2005                  | ?          | 34,25 m  | 10,35 m | 130       | -         | -         | 35 nœuds   | En service |
| Flying Dolphin 19  |          | Hydroptère              | 1983            | 2005                  | ?          | 34,07 m  | 10,35 m | 130       | -         | -         | 35 nœuds   | En service |
| Flying Dolphin 17  |          | Hydroptère              | 1984            | 2005                  | ?          | 34,50 m  | 10,10 m | 130       | -         | -         | 35 nœuds   | En service |

## Lignes desservies

### Cyclades
| Ligne |
| --- |
| Le Pirée - Paros - Naxos - Koufonissia                                                                                             |
| Lavrio - Kéa - Kythnos - Andros - Tinos - Syros - Paros - Naxos - Ios - Sikinos - Folégandros - Kimolos - Milos - Sifnos - Serifos |

### Égée-Septentrionale
| Ligne                                        |
| -------------------------------------------- |
| Le Pirée - Psara - Inousses - Chios - Lesbos |

### Îles Saroniques
| Ligne                                                       |
| ----------------------------------------------------------- |
| Le Pirée - Égine - Angistri                                 |
| Le Pirée - Poros - Hydra - Hermione - Spetses - Pórto Chéli |

### Sporades
| Ligne                                            |
| ------------------------------------------------ |
| Volos - Skiathos - Glossa - Skópelos - Alonissos |